# Carl Gustaf Mannerheim (entomoloog)
Carl Gustaf Mannerheim (Askainen, 10 augustus 1797 - Stockholm, 9 oktober 1854) was een Fins entomoloog en politicus.
Carl Gustaf (von) Mannerheim werd geboren in Askainen, Finland (toen een deel van het Zweedse koninkrijk) als oudste zoon van Wendela Sophia von Willebrand en Carl Erik Mannerheim. Zijn vader was leerling van Linnaeus en politicus. Carl Gustaf begon al vroeg met het verzamelen van insecten, voornamelijk kevers. Toen hij 16 was, ging hij studeren aan de Koninklijke Academie van Åbo (nu Turku). Hij kreeg daar begeleiding van entomoloog en botanicus Carl Reinhold Sahlberg met wie hij goed bevriend raakte. Mannerheims collectie, die bijna 20000 soorten kevers in 100000 exemplaren bevat en ongeveer 10000 andere insectensoorten, werd na zijn dood aangekocht door de Universiteit van Helsinki. Hij publiceerde ongeveer 40 wetenschappelijke werken en beschreef diverse kevers (coleoptera), nieuw voor de wetenschap. 
In 1827 werd Carl Gustaf Mannerheim verkozen tot lid van de Keizerlijke Academie van Wetenschappen en hij was tevens lid van de Suomen Tiedeseura (Finse Academie van Wetenschappen) en de Kungliga Vetenskapsakademien (Zweedse Academie van Wetenschappen). Hij werd onderscheiden in de Orde van Sint-Stanislaus en was ridder in de Orde van Sint-Vladimir. 

## Jurist en politicus
Na het afronden van zijn rechtenstudie in 1819 werd hij ambtenaar in Petersburg en uiteindelijk secretaris van de minister van staat van het Groothertogdom Finland. In 1833 werd hij benoemd tot gouverneur van Vaasa, Viipuri en later Savonlinna. Van 1839 tot aan zijn dood was hij de belangrijkste rechter van het nieuw gevormde Kayserlichen Hofgerichtes. In 1832 trouwde hij met Eva von Schantz en had vier kinderen: een zoon en drie dochters. Zijn zoon Charles Robert was de vader van Carl Gustaf Emil Mannerheim, de toekomstige president van Finland.

## Enkele publicaties
- 1825 - Novae coleopterorum species imperii Rossici incolae descriptae, in Hummel, Essais entomologiques
- 1837 - Enumération des Buprestides, et description de quelques nouvelles espèces de cette tribu de la famille des Sternoxes, de la collection de M. Le Comte Mannerheim in Bulletin de la Société Impériale des Naturalistes de Moscou
- 1837 - Mémoire sur quelques genres et espèces de Carabiques
- 1844 - Description de quelques nouvelles espèces de Coléoptères de Finlande
- 1843 - Mémoire sur la récolte d'insectes coléoptères faite en 1842
- 1843 - Beitrag zur Käferfauna der Aleutischen Inseln, der Insel Sitkha und Neu-Californiens in: Bulletin de la Société Impériale des Naturalistes de Moscou
- 1844 - Lettre a S. E. Mr. Fischer de Waldheim ou relation d un voyage fait en 1844, en Suede, en Danemarck et dans nord de l'Allemagne. in Bull. Soc. Imp. Nat. Moscou
- 1852 - Insectes Coléoptères de la Sibérie orientale nouveaux ou peu connus. in Bulletin de la Société Impériale des Naturalistes de Moscou
- 1853. Dritter Nachtrag zur Kefer-Fauna der Nord-Amerykanischen Laender der Russischen Reiches. in Bulletin de la Société Impériale des Naturalistes de Moscou

- Gemeinsame Normdatei: 116733837
- International Standard Name Identifier: 0000 0000 5375 6056
- Nederlandse Thesaurus van Auteursnamen: 304799130
- Istituto Centrale per il Catalogo Unico: TO0V564021
- LIBRIS: 272235
- Système universitaire de documentation: 260778842
- Virtual International Authority File: 22901194
- WorldCat: E39PBJcgwWVtC6QPQ66hv983cP